# Cyligramma rudilinea
Cyligramma rudilinea là một loài bướm đêm trong họ Noctuidae.